# Руанда на літніх Олімпійських іграх 2020
Руанду на літніх Олімпійських іграх 2020 представляли шість спортсменів у трьох видах спорту.